# Boeckella triarticulata
Boeckella triarticulata är en kräftdjursart som först beskrevs av Thomson 1883.  Boeckella triarticulata ingår i släktet Boeckella och familjen Centropagidae. Inga underarter finns listade i Catalogue of Life.